# Picanova
Picanova è un'azienda che fornisce servizi di stampa fotografica e incorniciatura. È uno dei più grandi produttori di decorazioni murali personalizzate al mondo, con sede a Colonia.

## Storia
Nel 2004, i fratelli Daniel e Philipp Mühlbauer di Colonia iniziarono a lavorare su un’idea di decorazioni murali. Inizialmente trovarono dei partners vicino a Shenzhen, nel Dafen, un villaggio famoso per la riproduzione massiva di pittura a olio. Successivamente, valutando ormai saturo questo mercato, decisero di rivolgersi a un tipo di clientela che desiderasse avere delle proprie immagini sulle loro pareti. Così fondarono Picanova nel 2006.
La casa editrice DuMont divenne partner nel 2008. Nel 2013 Ventech, una società francese di venture capital, annunciò di avere investito diversi milioni di euro in Picanova. Le vendite di Picanova raggiunsero nel 2014 i 17,9 milioni di euro, con un utile di 1.1 milioni di euro. Le aziende United Arts (myfoto), fotofox e Bestcanvas sono diventate una parte di Picanova.
La Società ricevette nel 2015 l’Eco Internet Award dal Governo della Renania Settentrionale-Vestfalia per gli importanti successi raggiunti nel campo dell’economia digitale.
Nel marzo 2017 la Società aveva 600 dipendenti nel mondo, gestiva 40 negozi online in 25 paesi e produceva fino a 100,000 articoli al giorno.

## Produzione e offerta
I centri di produzione si trovano in quattro località: Colonia, per l’Europa e i mercati asiatici; Miami per il mercato americano; una fabbrica per articoli in legno a Riga per cornici e altri oggetti; e Shenzhen.
Picanova ha dapprima creato una piattaforma online, "mein Bild.de", che consente ai clienti di stampare le proprie foto su tela da appendere al muro. Con il tempo l’offerta si è ampliata includendo non solo superfici e cornici di materiali diversi, ma anche cuscini, coperture per cellulari e vari altri oggetti su cui stampare. I servizi sono offerti in domini in diversi paesi. Ad esempio, il sito francese si chiama "photo-sur-toile.fr".
Le piattaforme di Picanova "Creame" e "This is a Limited Edition" collaborano con artisti le cui illustrazioni possono essere stampate direttamente dai clienti. La società ha inoltre sviluppato uno scanner 3D che consente ai clienti di catturare e stampare fisicamente delle figurine. La piattaforma di Picanova "Monetize.ly" è indirizzata alle celebrità dello sport, del cinema, dello spettacolo e di Internet. Possono caricare le proprie foto che i loro fan potranno stampare.
Il gruppo Picanova comprende Yincool, una compagnia di moda cinese. Dal 2017 Picanova è lo sponsor generale di Yincool Fashion Weekend, a Jūrmala (Lettonia), a cui partecipano designer europei e asiatici.